# Al Jama-ah
Al Jama-ah (en arabe : الجماعة, lit. la Congrégation) est un parti politique d'Afrique du Sud, formé en 2007 par l'actuel dirigeant Ganief Hendricks.
Le parti vise à soutenir les intérêts musulmans et à faire respecter la charia. En 2023, un conseiller municipal de ce parti, Thapelo Amad, a été élu maire de la métropole de Johannesburg, dans le cadre d'une alliance avec le congrès national africain (ANC).

## Historique
Jusqu'en 2019, Al Jama-ah ne dispose d'aucun élus au niveau national ou provincial bien qu'il ait participé aux élections législatives de 2009 et 2014. Lors des élections municipales sud-africaines de 2016, il avait remporté 9 sièges de conseillers municipaux. 
Lors des élections générales sud-africaines de 2019, le parti effectue une percée en remportant son premier élu national ainsi qu'un siège à la législature du Cap-Occidental. 
En 2023, Thapelo Amad devient le premier maire musulman de Johannesburg grâce au soutien du Congrès national africain. Il ne demeure en fonction que quelques mois avant d'être remplacé par Kabelo Gwamanda, du même parti.